# Paula Maxa
Marie-Thérèse Beau dite Maxa, née le 20 août 1892 dans le 18e arrondissement de Paris et morte le 19 septembre 1970 dans le 15e arrondissement, est une actrice de théâtre française, spécialisée dans les rôles de victimes dans les pièces du Grand-Guignol, de 1917 à 1933.

## Parcours
En 1939, elle suit Clara Bizou, directrice du Grand Guignol, expulsée qui reprend le Moulin Bleu, rue de Douai, renommé le Rideau de Montmartre,,.
Surnommée la « Sarah Bernhardt de l'impasse Chaptal » et « la femme la plus assassinée au monde » pour avoir été mise à mort 30 000 fois sur scène, son jeu scénique se caractérisait par l'outrance des gestes, les cris d'épouvante, les yeux exorbités, les larmes ou la simulation de crise de nerfs.
Selon ses souvenirs, elle aura en effet été « flagellée, martyrisée, coupée en tranches, recollée à la vapeur, passée au laminoir, écrasée, ébouillantée, saignée, vitriolée, empalée, désossée, pendue, enterrée vivante, bouillie au pot-au-feu, éventrée, écartelée, fusillée, hachée, lapidée, déchiquetée, asphyxiée, empoisonnée, brûlée vive, dévorée par un lion, crucifiée, scalpée, étranglée, égorgée, noyée, pulvérisée, poignardée, revolvérisée et violée ».
Son principal partenaire de scène au Grand-Guignol était Georges Paulais.
Il lui est arrivé de quitter ses rôles fétiches pour des productions moins sanglantes, des comédies de boulevard et quelques rôles au cinéma. En 1933, elle fut directrice d'un théâtre voisin de Pigalle, le Théâtre du Vice et de la Vertu, rue Fontaine.

## Au cinéma
En 2018, Netflix annonce le long métrage La Femme la plus assassinée du monde de Frank Ribière ; il est centré sur le personnage de Maxa interprété par Anna Mouglalis, aux côtés de Niels Schneider, André Wilms, Michel Fau et Jean-Michel Balthazar.

## Biographie
- (de) Bettina Lukitsch, Théâtre du Grand Guignol : Magistra der Philosophie, Vienne, Université de Vienne, 2009, 114 p. (lire en ligne).